# Yang Shangkun
Yang Shangkun (* 3. August 1907 in Tongnan, Provinz Sichuan; † 14. September 1998 in Peking) war von 1988 bis 1993 Staatspräsident der Volksrepublik China und stellvertretender Vorsitzender der Zentralen Militärkommission der Volksrepublik China.
Er war einer der letzten Veteranen des Langen Marsches. Von 1956 bis 1968 hatte er führende Funktionen im Zentralkomitee der Kommunistischen Partei Chinas (KPCh) inne, wurde aber während der Kulturrevolution degradiert. 1978 wurde er rehabilitiert und 1982 in das Politbüro berufen. Yang gehörte zur sogenannten „Ersten Chinesischen Führungsgeneration“.
Als Präsident spielte er zusammen mit Deng Xiaoping eine Schlüsselrolle bei der militärischen Unterdrückung der pro-demokratischen Demonstranten im Juni 1989 auf dem Tian’anmen-Platz in Peking. Sein Neffe Yang Jianhua befehligte die höchst disziplinierte 27. Armee, die aus der Provinz Hebei zur Niederschlagung der Unruhen einrückte.
Obwohl er in der Volksbefreiungsarmee über überragenden Einfluss verfügte, setzte ihn Deng Xiaoping 1992 ab, weil er versucht hatte, Jiang Zemin als Parteichef abzusetzen. Man weiß, dass Yang und sein Bruder Yang Baibing in militärischen Kreisen viele Anhänger und Verbündete hatten und dass ihr Sturz zur Ablösung von mehr als der Hälfte der Spitzenoffiziere führte.

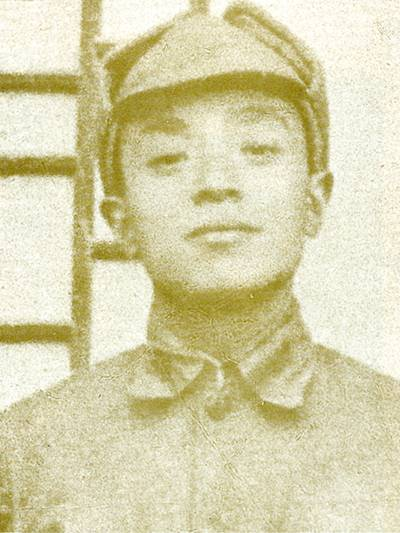
Yang Shangkun, Foto aus den 1940er Jahren

Yang wird als einer der acht Unsterblichen des kommunistischen China angesehen.